# Onsala
Onsala is een dorp in de Zweedse gemeente Kungsbacka in de provincie Hallands län en het landschap Halland. Onsala heeft 11.375 inwoners (2005) en een oppervlakte van 1044 hectare. De plaats ligt op het Onsala-schiereiland (Zweeds: Onsalahalvön).